# Hinsdorf
Hinsdorf este o comună din landul Saxonia-Anhalt, Germania.